# Rum
Rúm je destilirana alkoholna pijača, izdelana iz melase sladkornega trsa. Destilat je po navadi staran v sodih. Čeprav rum pridelujejo tudi Avstraliji, Indiji, na Kubi, Réunionu in drugje, je glavnina ruma pridelanega na Karibskih otokih, pa tudi ob reki Demerara v Južni Ameriki. Rum je pomemben del kulture na mnogih Karibskih otokih, povezuje pa se ga tudi z angleško Kraljevo mornarico in s piratstvom. 

## Izvor imena
Izvor imena rum je nejasen. Po splošni teoriji naj bi ime prihajalo iz besede rumbullion, kar pomeni »izbruh razburjenja«. Druga teorija je, da ime izhaja od velikih nizozemskih kozarcev imenovanih rummers. Ime je v splošno rabo prišlo maja 1657, ko je vrhovno sodišče Massachusettsa prodajanje močnega likerja »poznanega kot rumme, močna voda, vino, brandy itn.,« razglasilo za ilegalno.

## Izdelava
1. Priprava drozge - drozgo pripravijo z mešanjem melase ali nasekanega trsa, vode in soka
2. Fermentacija - drozga fermentira in se skuha
3. Destilacija - ko je drozga skuhana, jo destilirajo
4. Skladiščenje - destilat natočijo v lesene sode ali kovinske rezervoarje
5. Staranje - s staranjem v lesenih sodih (kar traja pogosto več kot 5 let) rum pridobi temno barvo, a se mu hkrati zmanjša delež alkohola
6. Barvanje - za temnejšo barvo lahko dodajo karamelno barvilo, za svetlejšo barvo pa rum prečistijo.

## Staranje
Rum se razlikuje od ostalih pijač iz sladkornega trsa z dolgim staranjem v lesenih sodih, tako kot viski in gin. Z daljšanjem staranja se izboljša aroma in zmanjša delež nečistoč. Stranski efekt je najprej rumena, nato pa rjava barva. Vendar barva še ne kaže kvalitete ruma. Veliko proizvajalcev barva rum z barvilom iz sladkorja, prav tako pa nekaterim vrstam, ki so starane v sodih s filtracijo, odvzamejo barvo. Skladiščenje v kovinskih rezervoarjih ne povzroči staranja.

## Posebnosti
- Martinique Rum se stara v sodih, v katerih se je staral konjak, in dobi okus po njem.
- Jamaica Rum ima zelo močan okus.
- češki rum se izdeluje iz sladkorne pese in ima čisto posebne lastnosti.

## Znamke
- Angostura (Trinidad in Tobago)
- Appleton (Jamajka)
- Arehucas (Gran Canaria)
- Bacardi (Portoriko) – največji svetovni proizvajalec
- Barbancourt (Haiti)
- Barcelo (Dominikanska republika)
- Bermudez (Dominikanska republika)
- Botran (Gvatemala)
- Brugal (Dominikanska republika)
- Cacique (Venezuela)
- Captain Morgan (Jamajka) - drugi največji proizvajalec
- Coruba (Jamajka)
- Dillon (Martinique)
- Domain de Severin (Guadeloupe)
- El Dorado (Gvajana)
- Flamboyant (Mavricij)
- Flor de Cana (Nikaragva)
- Green Island (Mavricij)
- Havana Club (Kuba)
- Bundaberg Rum (Avstralija)
- Inner Circle (Avstralija)
- Lemon Hart (Jamajka)
- Le Mauny (Martinique)
- Mount Gay (Barbados)
- Myers's (Jamajka)
- Old Oak (Trinidad in Tobago)
- Old Pascas (Barbados)
- Pampero (Venezuela)
- Pujol (Katalonija)
- Pusser's (Britanski Deviški otoki) – Znamka s tradicijo: do leta 1970 so mornarji britanske vojne mornarice prejemali dnevni obrok tega ruma.
- Saint James (Martinique)
- Santa Teresa (Venezuela)
- Trois Rivieres (Martinique)
- Varadero (Kuba)
- Zacapa (Gvatemala)